# Chiropsella bronzie
Chiropsella bronzie is een tropische kubuskwal uit de familie Chiropsalmidae. De kwal komt uit het geslacht Chiropsella. Chiropsella bronzie werd in 2006 voor het eerst wetenschappelijk beschreven door Gershwin. 